# 戴之奇
戴之奇（1904年—1946年×），原名戴光珍，又名子奇，祖籍江西省抚州府六兴门十字街，明末先祖迁往贵州以种麻为营生。生于貴州省兴义县纳省乡，国民革命军副军长、整编师中将师长、三青团中央主委。1946年12月19日在宿北战役中战败自戕。一般被认为是蒋中正培养的心腹。 

## 生平
自幼读私塾孔孟之道。1916年进城接受新式教育。1923年考入国立武昌师范大学(今武汉大学前身）国文系预科，到舅舅家借了10块大洋作为旅费。1926年5月辍学，南下广东，考入黄埔军校潮州分校第二期。1926年12月毕业，与黄埔军校第四期毕业生同等待遇。
毕业后，随东路军参加北伐，先后参加过松口、镇江、龙潭、徐州等战役。1928年4月，随军参加了二次北伐。
1928年冬，考入陸軍大學正则班第九期深造。这是国民政府统一全国后陆军最高学府之首期，校长由蒋介石亲自兼任。据同期与戴一起参加复试并考取入学的韩文源回忆，“当时筹划者颇有重新光大发展新猷之企图，对军学钻研，不惜重资，分聘德、日两国教官担任教学指导，洵属陆大有史以来之创举。而德日两国教官亦无形中有教学竞赛之现象，同学等亦因此倍加勤奋”。1930年陆大正则班第九期毕业后，戴之奇曾历任团长、副师长兼旅长、副师长、师长、副军长、整编师（相当于军）师长等职，履历相当完整。据戴之奇日记，其“以成绩卓越升为九军副军长”。
1932年5月，任陆军第14師步兵第83团团长。1933年8月，调任陆军第94师593团团长，率部参加对中央苏区的第五次围剿，在南丰战役中负伤。1935年l0月，升任國民革命軍第六十七軍107師少将副师长兼第一旅旅长。
1937年7月中国抗日战争爆发后，调任國民革命軍第103師(黔军)少將副师长，103師在1937年9月抵達上海參加松滬會戰、防守江阴要塞、南京保衛戰，後在南京淪陷後突圍。1938年1月，戴之奇調離103師，轉任籌備三民主義青年團的工作；1938年7月，先后担任三青团中央干事会训练处副处长，并兼任「中国国民党中央训练委员会训练团三民主义青年团工作人员训练班」少将副主任、南岳游击幹部训练班政治部主任兼学生总队长、國民革命軍第二十七軍少将参谋长等职務。1940年，调任湘鄂边区挺进总队参谋长。1942年升任國民革命軍第九十四軍第121師师长。1943年5月，参加鄂西会战。11月，参加常德会战。1944年夏，升任國民革命軍第十八軍副军长。1945年初，中国青年军成立，青年軍計畫成立9個師，戴之奇调任青年軍201師少將師長，驻防四川壁山。
抗戰勝利後，青年軍在1946年編遣會議重編；青年軍201師番號取消，併入青年軍203師成為203師第二旅。青年军第二○一师、二○二师、二○四师编为国民革命军第六军，戴之奇任副军长。1946年7月升任整编第六十九师(相当于军)中将师长，替換在朝陽集戰役及蘇中戰役接連敗戰遭撤職的梁漢明中將，1946年9月到任。1946年12月，戴之奇率该师第四十一旅、第六十旅、预备第三旅及整编十一师的第九十二旅一个团，由江苏宿迁向沭阳解放区进攻，12月13日至19日，华中野战军和山东野战军发动宿北战役，在宿迁县以北的嶂山、仁和圩、晓店子地区，将戴之奇指挥的三个旅又一个团全部歼灭，戴之奇向部队发出最后一道命令：“解围之希望已断绝，余受友邻之欺，各部设法相机突围。”高呼国民党萬歲，向太阳穴开枪自戕。宿北战役，华野全歼国民党军整编第69师，共2万余人，副师长饶少伟被生擒。陈毅闻讯大喜，遂赋诗一首，诗曰：“敌到运河曲，聚歼夫何疑?试看峰山下，埋了戴之奇。”

## 紀念
1947年，南京国民政府追赠戴之奇中将。
高雄鳳山黃埔軍校的第一棟宿舍，命名為之奇樓。
2015年8月中共中央國務院中央軍事委員會，以戴之奇在抗日戰爭中，戰功卓著，有效抵禦了日軍的全面進攻，授予抗日戰爭勝利紀念70周年紀念章。

## 家人
- 父亲戴占坤
- 母亲赵氏(兴义锅底塘人氏)
- 兄弟六人行二

- 妻赵泽芸：其父为戴之奇在黄埔军校潮州分校第二期的教官。
- 儿子戴明哲
- 大女儿戴毓坤
- 二女儿戴捷芬
- 三女儿戴曼意
- 四女儿戴丽娟
- 五女儿戴贻慧
- 六女儿戴云南